# Orquestra Sinfônica Kanata
A Orquestra Sinfónica (português europeu) ou Sinfônica (português brasileiro) de Kanata é uma orquestra não profissional de Ottawa, Canadá. Seus membros são músicos amadores.

## Descrição
A Sinfônica de Kanata é uma orquestra média e contém todos os instrumentos de uma típica orquestra sinfônica: cordas, percussão, metais e madeiras. A orquestra ensaia semanalmente, de Setembro a Maio. Desde 1981 ela leva música clássica ao público por um preço confortável.
O repertório da orquestra é escolhido por jovens patronos, tendo uma seleção diversificada em sua temporada. A orquestra proporciona uma noite de entretenimento pop, com um programa que consiste nas marchas de Johann Strauss II, clássicos canadenses e hinos de Natal.
Os concertos de inverno e primavera consistem num programa totalmente clássico, com concertos e aberturas.